# Avril 2012 en sport
Cette page concerne l'actualité sportive du mois d'avril 2012

## Faits marquants

### Dimanche1eravril
- rugby à XV : l'Australie remporte la septième étape des IRB Sevens World Series disputée au Japon en dominant les Samoa en finale sur le score de 28 à 26. La Nouvelle-Zélande garde la tête du classement général[21].

### Samedi14 avril
- hockey sur glace : le Canada remporte les Championnats du monde féminin en dominant les États-Unis en finale sur le score de 5 à 4[22].

### Dimanche22 avril
- tennis : Rafael Nadal remporte le Masters de Monte-Carlo en dominant en finale le numéro un mondial, le serbe Novak Djokovic, en deux sets (6-3, 6-1). Il établit ainsi un double record avec ce huitième titre d'affilée dans le tournoi monégasque et ce vingtième titre en Masters 1000[23].

### Samedi28 avril
- football : l'Olympique lyonnais remporte la 95e édition de la Coupe de France en battant l'US Quevilly en finale sur le score de 1 à 0 grâce à un but de Lisandro López[24].